# Lipotriches elongata
Lipotriches elongata là một loài Hymenoptera trong họ Halictidae. Loài này được Friese mô tả khoa học năm 1914.